# Автокорелация
Автокорелация или серийна корелация още (на английски: autocorrelation или serial correlation) е термин от статистиката и иконометрията, който описва съществуването на корелация между членовете на един статистически ред. Този статистически ред може да бъде както зависимата променлива, независимата променлива или остатъците {\displaystyle \epsilon }.